# Anita Rapp
Anita Rapp (* 24. Juli 1977 in Lillehammer) ist eine ehemalige norwegische Fußballspielerin.

## Karriere

### Vereine
Im Jahr 1997 begab sich Rapp in die Vereinigten Staaten für ein Studium an der Oakland University in Rochester im Bundesstaat Michigan. Für das Sport-Team der Bildungseinrichtung, den Golden Grizzlies, kam sie während ihrer vierjährigen Studienzeit in Meisterschaftsspielen der Horizon League zu Einsätzen, in denen sie mit 36 Toren zur fünftbesten Torschützin in der Geschichte der Universität avancierte. Ihr Studium in Germanistik und Politikwissenschaft schloss sie im Jahr 2001 mit magna cum laude ab; den Masterabschluss erlangte sie im Jahr 2007 in Oslo.
Während ihrer Studienzeit kam sie in der jeweils spielfreien Zeit von November bis August für den in der Kommune Asker in der Provinz Akershus ansässigen Asker Fotball, der Frauenfußballmannschaft des Asker SK, von 1998 bis 1999 in der Eliteserien und von 2000 bis 2001 in der Toppserien, der jeweils höchsten Spielklasse im norwegischen Frauenfußball im Seniorinnenbereich zum Einsatz. Während dieser Zeit kam sie in insgesamt 36 Punktspielen zum Einsatz, in denen sie 26 Tore erzielte. Ihr Pflichtspieldebüt für die Mannschaft in der höchsten Spielklasse gab sie am 21. Mai 1998 beim 5:2-Sieg im Heimspiel gegen den Setskog/Høland FK mit Einwechslung für Kjersti Thun in der 87. Minute. Ihr erstes Ligator erzielte sie am 22. Mai 1999 beim 9:0-Sieg im Heimspiel gegen Grand Bodø mit dem Treffer zum 5:0 in der 45. Minute. Mit der Mannschaft gewann sie zweimal die Meisterschaft und einmal den nationalen Vereinspokal, der mit 4:1 im Finale gegen den Bjørnar Idrettslag errungen wurde.
2002 spielte sie das zweite Mal im Ausland. Für New York Power kam sie in der erst zweiten Spielzeit der nordamerikanischen Profiliga WUSA 19 Mal zum Einsatz, wie auch in der letztmalig ausgetragenen Spielzeit 2003, in denen ihr ebenfalls zwei Tore gelangen. Mit Einstellung des Ligabetriebes kehrte sie im Jahr 2004 nach Norwegen zurück, wo sie ein zweites Mal für ihren ehemaligen Verein in 17 Punktspielen in der Toppserien zum Einsatz kam und sieben Tore erzielte. Im Alter von 27 Jahren beendete sie ihre Spielerkarriere.

### Nationalmannschaft
Am 10. Oktober 1998 bestritt sie ihr erstes von 62 Länderspielen für Norwegen. Das in Göteborg ausgetragene Freundschaftsspiel gegen Schweden endete mit einem 2:0-Sieg.
Davor kam sie bereits für die U20-Nationalmannschaft in fünf Länderspielen zum Einsatz, das erste Mal am 21. Januar 1996 in Hamar beim 1:1-Unentschieden gegen die U20-Nationalmannschaft Schwedens, das letzte Mal am 8. August 1997 im dänischen Korsør bei der 0:1-Niederlage gegen die US-amerikanische U20-Nationalmannschaft. Zudem kam sie vor und nach ihrem A-Länderspieldebüt im August 1998 und 1999 in jeweils vier Länderspielen für die U21-Nationalmannschaft zum Zuge. In dieser Altersklasse erzielte sie bei ihrem Debüt am 3. August 1998 im niederländischen Hoogezand beim 7:1-Sieg über die U21-Nationalmannschaft Dänemarks ihre ersten beiden von sechs Länderspieltoren.
Im Spieljahr 1999 wurde sie in sieben A-Länderspielen eingesetzt, darunter vier Spiele im Turnier um den Algarve-Cup 1999, ein in Raufoss ausgetragenes „WM-Vorbereitungsspiel“ am 26. Mai im torlosen Spiel gegen die Nationalmannschaft der Niederlande sowie das erste Spiel der WM-Gruppe C (2:1 vs. Russland) und das WM-Viertelfinale (3:1 vs. Schweden).
Im Spieljahr 2000 bestritt sie 14 A-Länderspiele, davon vier Freundschaftsspiele gegen die US-amerikanische Nationalmannschaft (3 S, 1 U) und vier im Turnier um den Algarve-Cup 2000, drei EM-Qualifikationsspiele der Gruppe 2 (3., 5. und 6. Spiel), zwei in Deutschland anlässlich des 100. Geburtstages des DFB und das erste Spiel der Gruppe F im olympischen Fußballturnier in Sydney, womit sie Anteil am Olympiasieg und dem gleichzeitigen Gewinn der Goldmedaille hatte.
Im Spieljahr 2001 wurde sie in zehn Länderspielen eingesetzt, in vier im Turnier um den Algarve-Cup (5. Platz), in drei Freundschaftsspielen, im ersten und dritten Spiel der Gruppe B bei ihrer Teilnahme an der Europameisterschaft in Deutschland und im dritten Spiel der WM-Qualifikationsgruppe 1 der Klasse A. In den Spieljahren 2002 und 2003 bestritt sie insgesamt 30 A-Länderspiele. Sie kam zweimal in jeweils drei Spielen im Vier-Nationen-Turnier in China, zweimal in jeweils vier Turnierspielen um den Algarve-Cup, in vier EM-Qualifikationsspielen, in jeweils drei WM-Qualifikations- und -Endrundenspielen und sechs Freundschaftsspielen zum Einsatz. Ihren letzten Einsatz als Nationalspielerin für den NFF hatte sie mit dem vierten Spiel der EM-Qualifikationsgruppe 2 beim 2:0-Sieg über die Nationalmannschaft Spaniens am 16. November 2003 in Las Rozas de Madrid.

## Erfolge
Nationalmannschaft
- Olympiasiegerin 2000
- Algarve-Cup-Siegerin: 2002

Asker Fotball
- Norwegische Meisterin: 1998, 1999
- Norwegische Pokal-Siegerin: 2000

## Auszeichnungen
Während ihrer Zeit an der Oakland University wurde sie zum First Team All-American und zum Academic All-American der zweiten Mannschaft ernannt und erhielt als Senior die Auszeichnung Great Lakes Region Player of the Year. Rapp wurde außerdem zweimal als All-Region Honoree und als zweimaliger Mid-Continent Conference Player of the Year ausgezeichnet.

## Sonstiges
Rapp war fünf Monate lang als Freiwillige in Südafrika tätig und arbeitete in Zusammenarbeit mit dem Norwegischen Olympischen Komitee und der Confederation of Sports mit Sports for Development in ländlichen Distrikten für die Sports Coaches Outreach Organization (SCORE; dt. Organisation der Öffentlichkeitsarbeit von Sporttrainern). Außerdem war sie als internationale Koordinatorin für die Frauen- und Mädchen-Nationalmannschaften des norwegischen Fußballverbands tätig.
Rapp-Ødegaard (wie sie seit ihrer Eheschließung heißt) ist seit dem 1. September 2023 Geschäftsführerin des Nansen Center for Peace and Dialogue in Lillehammer.